# Przywilej z Cieni
Przywilej z Cieni – wydany 5 maja 1228 w czasie zjazdu w Cieni przez księcia Władysława III Laskonogiego duchowieństwu i możnym w zamian za uzyskanie tronu krakowskiego.
We wsi Cienia pod Kaliszem książę zatwierdził przywileje duchowieństwa i możnych oraz zobowiązał się szanować stare prawa (każdemu zachowam jego prawo) i nie ustanawiać samowolnie nowych, bez rady biskupa i baronów, co w praktyce uzależniało jego decyzje od ich woli.